# María de las Mercedes de Borbón y Orleans

María de las Mercedes de Borbón y Orléans

María de las Mercedes de Borbón y Orleans, vollständiger Name María de las Mercedes Cristina Genara Isabel Luisa Carolina Victoria de Todos los Santos de Borbón y Orleans (* 23. Dezember 1910 in Madrid; † 2. Januar 2000 in La Mareta auf Lanzarote), war ein Mitglied des spanischen Königshauses und entstammte ursprünglich aus dem Haus Bourbon-Sizilien. Sie war die Mutter von König Juan Carlos I. und eine Großmutter des jetzigen spanischen Königs Felipe VI.

## Leben
María de las Mercedes war eine Tochter des Prinzen Carlos Maria François von Neapel-Sizilien (1870–1949) und seiner zweiten Frau Prinzessin Louise Françoise Marie Laure (1882–1958), jüngste Tochter von Louis Philippe Albert d’Orléans, comte de Paris und Prinzessin Maria Isabella d’Orléans-Montpensier. Ihre Großeltern väterlicherseits waren der Prinz Alfons Maria von Neapel-Sizilien, Graf von Caserta, und Prinzessin Maria Antonia von Neapel-Sizilien. Sie wuchs in Sevilla auf, wo ihr Vater Generalgouverneur in der Provinz war. Nach der Proklamation der zweiten Republik am 14. April 1931 verließ ihre Familie das Land und ließ sich zuerst in Cannes nieder. Später zogen sie nach Paris, wo sie an der Sorbonne und Louvre Kunstgeschichte studierte.
Auf der am 14. Januar 1935 abgehaltenen Hochzeit von Prinzessin Beatrice Isabel lernte Doña María de las Mercedes ihren Cousin (zweiten Grades) und zukünftigen Ehemann, Juan de Borbón y Battenberg (1913–1993), kennen. Beide Familien arrangierten eine Heirat, die am 12. Oktober 1935 in Rom stattfand. Als ihr Gatte am 8. März 1941 als Prätendent den Titel eines Grafen von Barcelona annahm, wurde María de las Mercedes dementsprechend Gräfin von Barcelona. Aus der Ehe des Paars gingen vier Kinder hervor:
- María del Pilar Alfonsa Juana Victoria Luisa Ignacia de Todos los Santos (1936–2020), Herzogin von Badajoz

⚭ 1967 Luis Gómez-Acebo y de Estrada, Graf von Torre (1934–1991)
- Juan Carlos Alfonso Víctor María (* 1938), König von Spanien

⚭ 1962 Prinzessin Sophia Margarita Victoria Friederika von Griechenland und Dänemark (* 1938)
- Margarita María de la Victoria Esperanza Jacoba Felicidad Perpetua de Todos los Santos (* 1939), Herzogin von Soria und Hernani

⚭ 1972 Don Carlos Zurita y Delgado (* 1943)
- Alfonso Cristino Teresa Ángelo Francisco de Asís y Todos los Santos (1941–1956)

Nach der Heirat wohnte das Paar in Cannes und in Rom, beim Ausbruch des Zweiten Weltkriegs zog die junge Familie zu ihrer Schwiegermutter, Ex-Königin Victoria Eugénie, nach Lausanne, Schweiz. Später lebten sie in Estoril. 1953 vertrat María de las Mercedes die spanische Königsfamilie bei der Krönung von Elisabeth II. Während eines Urlaubs im königlichen Exil in Estoril ereignete sich am 29. März 1956 ein folgenschweres Unglück: der 14-jährige Prinz Alfons starb durch eine Schussverletzung. Der damals 18-jährige Juan Carlos war der einzige Zeuge. Die offizielle Erklärung lautete, dass sich während der Reinigung der Waffe ein Schuss gelöst habe. Die Kugel traf Alfons, der an Hämophilie litt, in die Stirn; er starb wenige Minuten später an den Folgen der Verletzung. Durch den frühen Tod ihres Sohnes litt Doña María de las Mercedes an Depressionen.
1969 wurde ihr Sohn, Juan Carlos, an der Seite Francos als Prinz von Spanien vereidigt. Mit dem Tod Francos am 20. November 1975 war der Weg für die Thronbesteigung durch Juan Carlos vorgezeichnet. Zwei Tage später, am 22. November 1975, wurde er zum König erklärt und stand bis zu seiner Abdankung am 18. Juni 2014 als Juan Carlos I. an der Spitze des spanischen Staates.
1982 brach sich María de las Mercedes das Hüftgelenk sowie 1985 den linken Oberschenkelknochen. Deshalb war sie ihr restliches Leben auf einen Rollstuhl angewiesen. 1993 wurde sie Witwe. Sie begeisterte sich für den Stierkampf und für die andalusische Kultur.
Doña María de las Mercedes starb 89-jährig an einem Herzinfarkt in der königlichen Residenz La Mareta auf Lanzarote, wohin sie mit ihrer Familie zur Neujahrsfeier gereist war. Sie wurde mit allen Ehren einer spanischen Königin in der Königsgruft des Klosters Real Sitio de San Lorenzo de El Escorial bestattet. Derzeit ruht sie noch im nicht zugänglichen pudridero, einem Raum, in dem die Leichname zunächst bis zu 50 Jahre verwesen, bevor die Gebeine in die eigentliche Ruhestätte im Pantheon der Könige umgebettet werden.

## Name in verschiedenen Lebensphasen
- 1910–1935 Prinzessin María de las Mercedes de Borbón y Orléans
- 1935–2000 Infantin María de las Mercedes von Spanien
- 1942–2000 María de las Mercedes, Gräfin von Barcelona, offiziell seit 1977